# Eupithecia indissolubilis
Eupithecia indissolubilis är en fjärilsart som beskrevs av András Vojnits 1979. Eupithecia indissolubilis ingår i släktet Eupithecia och familjen mätare. Inga underarter finns listade i Catalogue of Life.